# Astraea (Schiff, 1895)
HMS Astraea war ein vom Devonport Dockyard für die Royal Navy gebauter Geschützter Kreuzer 2. Klasse, deren Kiellegung als erste der acht Schiffe der nach ihr benannten Klasse erfolgte. Sie kam im November 1895 nach einigen ihrer Schwesterschiffe in Dienst.
1913 kam der Kreuzer zum Kapgeschwader, dem er bis zum Ende des Ersten Weltkriegs zugeteilt blieb. Die Beschießung Daressalams am 8. August 1914 durch die Astraea machte deutlich, das Großbritannien eine Neutralität der Kolonien im Kriegsfall nicht anerkannte wie sie Teile der deutschen Kolonialverwaltung und deutsche Reeder auf Grund der Kongoakte erwarteten.

## Baugeschichte

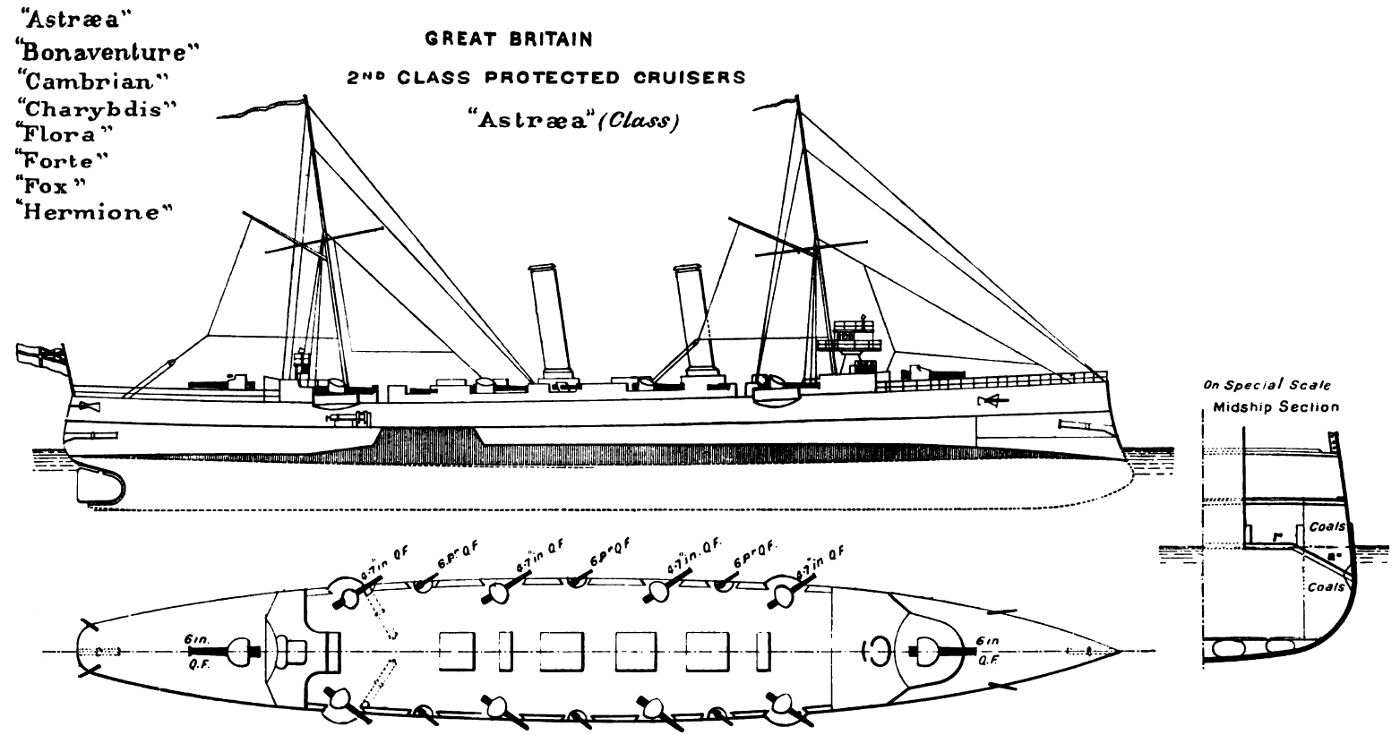
Risszeichnung der Astraea-Klasse, Brassey's Naval Annual 1897

Auf Grund der Beschlüsse des Naval Defence Act von 1889 wurden in den 1890er Jahren acht Kreuzer der Astraea-Klasse als verbesserte Version der Geschützten Kreuzer 2. Klasse des Typ Apollo von der Royal Navy beschafft. Die Kreuzer wurden alle auf staatlichen Marinewerften gebaut und waren für den Einsatz in tropischen Gewässern vorgesehen und hatten daher alle einen kupferbeschlagenen Rumpf. Sie verdrängten etwa 1000 ts mehr als die vorausgehende Klasse, verfügten über bessere Seeeigenschaften und hatten eine etwas stärkere und besser platzierte Bewaffnung. Dies wurde durch das zusätzliche, durchgehende Deck erreicht, das den Schiffen einen höheren Freibord gab und den Waffen einen höheren Standort. Die Verbesserungen wurden dennoch kritisiert, weil die Bewaffnung mit nur zwei weiteren 120-mm-Geschützen nicht wesentlich verstärkt war und in den Bereichen Geschwindigkeit und Reichweite keine Verbesserung bestand.
Bewaffnet waren die Kreuzer mit zwei 6-Zoll-152-mm-L/40-Schnellfeuerkanonen als Bug- und Heckgeschütz und einer Batterie von acht seitlich angeordneten 4,7-Zoll-120-mm-L/40-Schnellfeuergeschützen.
Die leichtere Bewaffnung war zu einem großen Teil auf dem Oberdeck zwischen den schwereren Kanonen aufgestellt.
Die Kiellegung der Astraea war die erste der acht Schiffe der Klasse. Von Stapel lief die Astraea am 17. März 1893 als drittes Schiff vier Monate nach der Bonaventure, die als erste der Klasse vom Stapel lief, obwohl sie vier Monate später auf der gleichen Werft begonnen worden war.

## Einsatzgeschichte
Die Astraea kam erst im November 1895 in Dienst. Am 2. Dezember 1895 traf sie in Malta zum Dienst in der Mittelmeerflotte ein. Im März 1897 wurde sie im östlichen Mittelmeer eingesetzt. Von dort wurde sie nach Südafrika entsandt, wo sie am 23. April in der Delagoa Bay eintraf. Am 17. Mai 1897 verließ sie Simonstown, um ins Mittelmeer zurückzukehren, wo sie vor dem Monatsende wieder eintraf. 1898 wurden ihre Marinesoldaten zusammen mit denen des Linienschiffes Camperdown auf Kreta gegen türkische Freischärler eingesetzt, die Christen und britische Soldaten ermordet hatten.
1901 gehörte sie zu den Verstärkungskräften, die auf die China Station wegen des Boxeraufstandes entsandt wurden, wo sie mit ihren Schwesterschiffen Bonaventure (schon 1899 in China) und Hermione (seit 1900 in China) eingesetzt wurde. Am 31. März 1901 lag sie in Shanghai, Anfang September vor Wei Hai Wei.
Am 13. November 1905 besuchte die Astraea von Shanghai Nagasaki. Im Sommer 1906 diente sie zusammen mit dem Schwesterschiff Flora auf der China Station.
Ab dem 20. September 1909 beteiligte sich von Shanghai an der Suche nach der zeitweise verschollenen Sloop Clio.
Am 8. Juli 1911 war sie dann in Wei Hai Wei stationiert. Kurz nach Beginn der Chinesischen Revolution begann sie nach über 10 Jahren in China den Rückmarsch in die Heimat, auf dem sie am 15. November 1911 in Singapur eintraf.
Nach der Rückkehr 1911 wurde der Kreuzer überholt und im Juni 1912 in der Nore für die 3. Flotte wieder in Dienst gestellt. Im April 1913 verlegte sie dann zur Cape of Good Hope Squadron und sollte vor allem vor Westafrika eingesetzt werden.

### Kriegseinsatz
Am 27. Juli 1914 verließ die wegen der drohenden Kriegsgefahr vor Mauritius konzentrierte Cape of Good Hope Squadron Port Louis zur Ostafrikanischen Küste in der Nähe von Daressalam.
Vor dem Hafen des Hauptortes der deutschen Kolonie traf das britische Geschwader mit den Kreuzern Astraea, Pegasus und Hyacinth am 31. Juli auf die auslaufende Königsberg, die sich dem Geschwader durch einige Wendungen und mit hoher Geschwindigkeit scheinbar nach Süden entzog. Die älteren britischen Kreuzer konnten ihr nicht folgen und liefen nach Sansibar, wo das Geschwader am 1. August kohlte. Nach Bekanntwerden der Kriegserklärung erschienen die Astraea und die Pegasus erneut vor Daressalam, verhinderten am 5. das Auslaufen des Reichspostdampfers König und beschossen am 8. August 1914 die Stadt, während das Flaggschiff des Geschwaders, die Hyacinth, mit dem Stationsbefehlshaber zu Absprachen nach Südafrika zurückgelaufen war. Das Feuer der Astraea zerstörte die deutsche Funkstation und die Deutschen versenkten aus Angst vor einer bevorstehenden Landung das vorhandene Schwimmdock, um den Hafen zu blockieren, was der Königsberg aber auch die Rückzugsmöglichkeit nahm.
Am 26. August 1914 kehrte auch die Astraea wieder nach Südafrika zurück und begleitete dann mit der Hyacinth von Kapstadt sechs Truppentransporter (RMS Kenilworth Castle, Guildford Castle, Balmoral Castle, Dunluse Castle, Goorka, Briton) mit der Mehrzahl der bislang in Südafrika stationierten regulären Armeeeinheiten bis St. Helena, wo die Astraea durch den Panzerkreuzer Leviathan abgelöst wurde.
Anfang Oktober begleitete sie acht Truppentransporter zur Lüderitzbucht, von denen sechs südafrikanische Truppen für den Angriff auf die deutsche Kolonie Südwestafrika an Bord hatten. Die beiden anderen hatten die letzten Truppeneinheiten des britischen Heeres aus Südafrika an Bord, die von der Astraea bis nach São Vicente (Kap Verde) geleitet wurden.
Am 7. Dezember 1914 lief sie dann mit dem neuen Flaggschiff des Geschwaders, dem Panzerkreuzer Minotaur, dem Linienschiff Albion, der Weymouth und der Hyacinth von Simonstown nach Kapstadt und weiter nach Lüderitzbucht.
Am 12. war sie wieder in Kapstadt, um am 21. erneut Transporter mit südafrikanischen Truppen nach Walvis Bay zu geleiten, die am 24. Dezember dort landeten und die britische Enklave zurückeroberten.
Im Mai 1915 wurde sie nach Kamerun zur Ablösung der Challenger verlegt, wo sie Flaggschiff des die Landung unterstützenden senior naval officer, Kapitän Fuller, wurde.
Während des Jahres wechselte sie dann wieder nach Ostafrika. Bis zum Kriegsende verblieb der Kreuzer auf der Kapstation und befand sich zum Zeitpunkt des Kriegsendes vor Westafrika.

### Endschicksal
Am 2. Juli 1919 stellte die nach Großbritannien zurückgekehrte Astraea in Chatham außer Dienst und wurde zum Verkauf angeboten, der am 1. Juli 1920 an das Abbruchunternehmen Castle erfolgte, das den alten Kreuzer weiter nach Deutschland verkaufte, wo er noch im selben Jahr abgebrochen wurde.